# 구적법
구적법(求積法, quadrature)은 어떤 물체나 그래프의 면적, 부피, 함수의 정적분 등을 근사하는 방법이다. 고대 그리스에서는 다각형으로 근사하는 소진법을 써서 넓이를 구했다.

## 같이 보기
- 수치적분
- 가우스 구적법
- 쌍곡각
- 클렌쇼-커티스 구적법
- 쌍곡탄젠트-쌍곡사인 구적법